# Schefflera angustifolia
Schefflera angustifolia är en araliaväxtart som beskrevs av Elmer Drew Merrill. Schefflera angustifolia ingår i släktet Schefflera och familjen araliaväxter.
Artens utbredningsområde är Filippinerna. Inga underarter finns listade.